# Spodnja Ščavnica
Spodnja Ščavnica is een plaats in Slovenië en maakt deel uit van de gemeente Gornja Radgona in de NUTS-3-regio Pomurska. De plaats telde 464 inwoners op 1 januari 2020.